# トリポリーネ
トリポリーネ はリボン状のパスタの一種。マファルディーネに似ている。太いリボンの形状で片側に隆起がある。